# Historia de la radioafición
A través de la historia, los entusiastas de la radioafición han hecho significantes contribuciones a la ciencia, ingeniería, industria y servicios sociales. Investigaciones realizadas por radioaficionados han creado nuevas compañías, construido economías, fortalecido países y salvado vidas en momentos de emergencia.

## Comienzos
El nacimiento de la radioafición y la radio en general están íntimamente ligados a varios aficionados a la ciencia. Hay muchas personas que se disputan el título del padre de la radio, no solo por los experimentadores más conocidos como Heinrich Rudolf Hertz, Nikola Tesla, Guglielmo Marconi sino también por, Amos Dolbear, Reginald Fessenden, James Clerk Maxwell, Sir Oliver Lodge, Mahlon Loomis, Nathan Stubblefield, and Alexander Popov. A principios de 1895, Tesla era capaz de detectar en su laboratorio de Nueva York señales transmitidas desde West Point, es decir, una distancia de unas 50 millas. Marconi demostró la transmisión y recepción de señales en código morse en una distancia mayor a dos kilómetros en Salesbury Plain en Inglaterra en 1896. El mismo Marconi en 1899 logró enviar señales de radio a través del Canal de la Mancha y de acuerdo a sus reportes la primera transmisión transatlántica fue en 1902.
Siguiendo los experimentos de Marconi (1900-1908) mucha gente se interesó por el tema de la radio y comenzó a experimentar. Las comunicaciones eran hechas en Código Morse y pueden considerarse estos experimentadores como los primeros radioaficionados.
En 1912, después del hundimiento del RMS Titanic el Congreso de los Estados Unidos de América aprobó la Radio Act of 1912, que restringía las transmisiones privadas las bandas inferiores a los 200 metros. Las llamadas frecuencias de onda corta eran consideradas inservibles en aquella época, y el número de aficionados a la radio se dice que se incrementó en un 88% para entonces. Además de esto, otro hecho importante es la ratificación por muchos países de la Convenio Internacional para la Seguridad de la Vida Humana en el Mar, la cual obligaba a los barcos a tener una estación de radio operativa durante las 24 horas. La etimología de la palabra «radioaficionado» viene del inglés «radio amateur» o «ham radio» que, a su vez, tuvo su origen en la burla que hacían los operadores profesionales de estaciones de radio hacia los simples aficionados.

## Primera Guerra Mundial
En 1917 la Primera Guerra Mundial significó un retroceso para la radio afición, En los Estados Unidos de América, el Congreso ordenó desmantelar todas las estaciones de radio de aficionados así como el cese inmediato de las transmisiones. Esta restricción fue levantada una vez que terminó la guerra y las transmisiones fueron autorizadas a partir del 1 de octubre de 1919.

## Período entre guerras

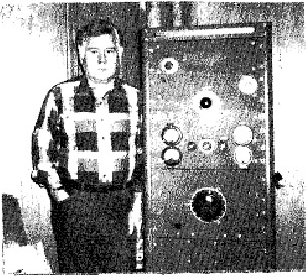
Transmisor casero de radio afición

Para 1921, el mayor reto era lograr hacer un contacto transatlántico entre los Estados Unidos y sus contra partes de Inglaterra. Pronto muchas estaciones americanas comenzaron a ser oídas en el Reino Unido e igualmente a finales de 1922 los radioaficionados de Reino Unido comenzaron a ser captados con frecuencia en Norteamérica. El 27 de noviembre de 1923 es la fecha exacta del primer contacto en dos vías entre el radioaficionado Norteamericano Fred Schnell y el radioaficionado francés Leon Deloy. Muy poco después se verificó el primer contacto entre Estados Unidos y el Reino Unido, exactamente en diciembre de 1923 entre Londres y West Hartford, Connecticut. En los siguientes meses, al menos 17 estaciones americanas y 13 estaciones europeas estaban manteniendo comunicados. En los siguientes años fueron realizadas comunicaciones entre Norte y Sur América; Sur América y Nueva Zelanda; Norteamérica y Nueva Zelanda y Londres y Nueva Zelanda.
Estos contactos internacionales entre aficionados ayudaron a promover la Primera Convención Internacional de Radiotelegrafistas, en Washington, Estados Unidos, en 1927-28. En esta conferencia fueron adjudicadas las bandas de 80 metros, 40 metros, 20 metros y 10 metros así como el establecimiento de nuevos distintivos de llamada internacionales.
En 1933, Robert Moore, W6DEI comenzó a experimentar con la transmisión de voz en la banda de 75 metros en el nuevo modo de banda lateral única.

## Segunda Guerra Mundial
Durante la ocupación alemana de Polonia, el sacerdote católico Maximiliano Kolbe SP3RN, fue arrestado por los alemanes, acusándolo de una supuesta vinculación de sus transmisiones como radioaficionado al espionaje, fue transferido a Auschwitz el 28 de mayo de 1941. Después que algunos prisioneros escaparon en 1941, los jefes del campo ordenaron matar a 10 prisioneros en venganza por la fuga. Maximiliano Kolbe no fue seleccionado dentro del grupo, pero voluntariamente aceptó ocupar el lugar de un prisionero que era padre de familia y había sido elegido. El 10 de octubre de 1982 fue canonizado por el Pápa Juan Pablo II. Es considerado por los católicos el santo patrón de los radioaficionados.

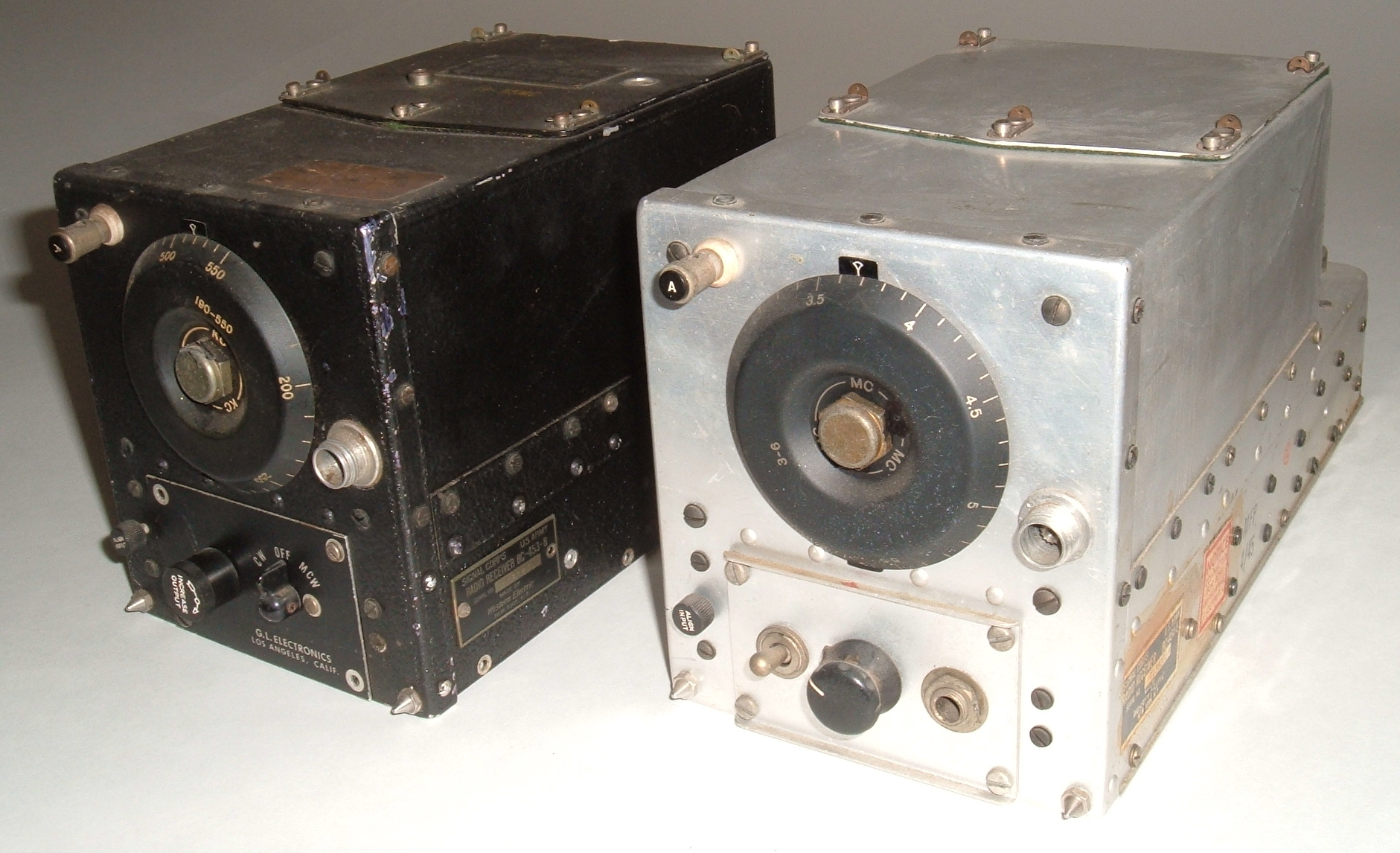
Dos radios de la serieARC-5. La unidad de la izquierda es el BC-453-B, cubría el rango de 190-530 kHz; el de la derecha es el BC-454-E, cubría el rango 3-6 MHz. Ambos habían sido modificados por radio aficionados remplazando el conector frontal por un pequeño panel de control.

 Al igual que en la Primera Guerra Mundial, el Congreso de los Estados Unidos suspendió todas las operaciones de radioaficionados. Con la mayoría de los radioaficionados enrolados en las Fuerzas Armadas, se creó el War emergency radio service, el cual continuaría activo hasta 1945. Una vez que terminó la guerra, el servicio de radio aficionados fue reorganizado y se emplearon la mayoría de los equipos militares como el ARC-5 convirtiéndolos para el uso de los aficionados.

## La posguerra
En 1947 el segmento final de 300 kHz de la banda de 10 metros (29700 a 30000 kHz) fue suprimida del servicio de radioaficionados.
Durante los años 50, los radioaficionados ayudaron de manera pionera al uso de la banda lateral para la transmisión de la voz en el espectro de HF. En 1960 se lanzó el primer satélite de los radioaficionados, el OSCAR, que sería el primero de una larga serie de satélites lanzados al espacio por los radioaficionados para establecer mejores comunicaciones.

## Finales delsigloXX
En 1979, la Conferencia Mundial Administrativa de la Radio aprobó tres nuevas bandas que fueron asignadas para el servicio de radio aficionados: 30 metros, 17 metros y 12 metros. Hoy en día estas bandas son llamadas por muchos radioaficionados como las Bandas WARC.
Durante la guerra del Atlántico Sur en 1982, Argentina forzó durante la ocupación la toma de control de todos los teléfonos, incluyendo las estaciones de radioafición para cortar todo tipo de comunicación con Londres. Un radioaficionado escocés Les Hamilton, GM3ITN fue capaz de retransmitir información crucial de los radioaficionados Bob McLeod y Tony Pole-Evans a las fuerzas británicas en el Reino Unido, incluyendo información del número de tropas, armas desplegadas, radares y posiciones militares estratégicas.
Los radioaficionados realizaron nuevas contribuciones a las comunicaciones en el campo del envío de sistemas automatizados de mensajes como el packet radio en la década de 1980. Estos sistemas computarizados de distribución de mensajes fueron empleados por primera vez para realizar comunicaciones durante un desastre.
Más avances en el campo de las comunicaciones digitales ocurrieron durante los años 90, cuando los radioaficionados empezaron a emplear el poder de las computadoras personales y las tarjetas de sonido para introducir modos de transmisión como el PSK31 y comenzaron a incorporar procesadores digitales de señal y software dentro de sus actividades.

## Años recientes

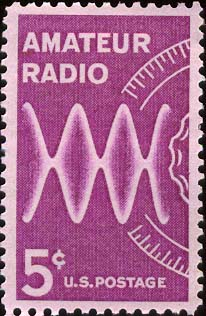
Sello postal de los Estados Unidos (1964), conmemorativo de la radioafición.

Por muchos años, para la obtención de una licencia de radioaficionado era necesario demostrar conocimientos de Código Morse. En 2003 la Conferencia Mundial de Radiocomunicaciones realizada en Ginebra, Suiza, decidió permitir a los países miembros de la Unión Internacional de Telecomunicaciones eliminar este requisito si así lo deseaban.
A principios de 2009, el segmento de 100 kHz de la banda de 40 metros entre 7100 y 7200 kHz que anteriormente estaba compartido en las regiones 2 y 3 con la radiodifusión doméstica e internacional comenzó a ser liberado por estas últimas estaciones, en concordancia con una resolución de la UIT, permitiendo que algunas administraciones reasignaran este segmento a los radioaficionados en forma exclusiva.